# Kelly Link
Kelly Link (Miami, 19 luglio 1969) è una scrittrice statunitense di romanzi fantasy, horror e di fantascienza.

## Biografia
Nata a Miami nel 1969, vive e lavora a Northampton, nel Massachusetts dove con il marito scrittore Gavin Grant, dirige la piccola casa editrice Small Beer Press.
Ha ottenuto un B.A. alla Columbia University e un Master of Fine Arts alla University of North Carolina at Greensboro.
A partire dal suo esordio nel 1997 con il racconto Travels with the Snow Queen, ha pubblicato quattro raccolte di short stories e due romanzi ottenendo alcuni tra i più prestigiosi premi letterari di genere fantasy e fantascientifico.

## Opere principali

### Racconti
- 4 Stories (2000)
- Ne succedono anche di più strane (Stranger Things Happen, 2000), Roma, Donzelli, 2006 traduzione di Riccardo Duranti ISBN 88-6036-027-7.
- Magia per principianti (Magic for Beginners, 2005), in Piccoli mostri da incubo
- Get in Trouble (2015)

### Romanzi
- The Wrong Grave (2009)

### Raccolte di racconti
- Piccoli mostri da incubo (Pretty Monsters, 2008), traduzione di Lucio Carbonelli, Roma, Newton Compton, 2010, ISBN 978-88-541-2183-6.

## Alcuni riconoscimenti
- Premio James Tiptree Jr.: 1997 per Travels With the Snow Queen
- Premio World Fantasy per il miglior romanzo breve: 1999 per The Specialist's Hat
- Premio Nebula per il miglior racconto: 2001 per Louise's Ghost e 2005 per The Faery Handbag
- Premio Locus per il miglior racconto lungo: 2005 per The Faery Handbag
- Premio Hugo per il miglior racconto: 2005 per The Faery Handbag
- Premio Locus per il miglior romanzo breve: 2006 per Magia per principianti
- Premio Locus per la migliore antologia: 2006 per The Year's Best Fantasy and Horror: Eighteenth Annual Collection
- Premio Locus per la miglior raccolta: 2006 per Magic for Beginners
- Premio Theodore Sturgeon Memorial: 2016 per The Game of Smash and Recovery